# Lygisaurus aeratus
Lygisaurus aeratus är en ödleart som beskrevs av  Garman 1901. Lygisaurus aeratus ingår i släktet Lygisaurus och familjen skinkar. Inga underarter finns listade i Catalogue of Life.